# Ліпниця (Слупецький повіт)
Ліпниця (пол. Lipnica) — село в Польщі, у гміні Островіте Слупецького повіту Великопольського воєводства.
Населення — 21 особа (2011).
У 1975-1998 роках село належало до Конінського воєводства.

## Демографія
Демографічна структура станом на 31 березня 2011 року:
|          | Загалом | Допрацездатний вік | Працездатний вік | Постпрацездатний вік |
| -------- | ------- | ------------------ | ---------------- | -------------------- |
| Чоловіки | 14      | 3                  | 8                | 3                    |
| Жінки    | 7       | 1                  | 1                | 5                    |
| Разом    | 21      | 4                  | 9                | 8                    |